# Ciguatoxin

Strukturformel för ciguatoxin CTX1B

Ciguatoxiner är en klass av toxiska polycykliska polyetrar 
som kan finnas i fisk och skaldjur och som kan orsaka ciguatera.
Det finns flera typer av toxinet
- Ciguatoxin 1 [1]
- Ciguatoxin 2 [2]
- Ciguatoxin 3 [3]
- Ciguatoxin 3C [4]
- Ciguatoxin 4B [5]

## Toxiska effekter på människa
Ciguatoxiner verkar inte skada fisken som bär dem, men de är giftiga för människor. De kan inte luktas eller smakas och kan inte förstöras genom tillagning. Snabbtestning av detta toxin i mat är inte standard.
Vissa ciguatoxiner sänker tröskeln för att öppna excitatoriska spänningsstyrda natriumkanaler i nervsystemet. Att öppna en natriumkanal orsakar depolarisering, vilket sekventiellt kan orsaka förlamning, hjärtarytmi och förändra sinnena för värme och kyla. Sådan förgiftning från ciguatoxiner är känd som ciguatera.
Ciguatoxiner är lipofila, kan passera blod-hjärnbarriären och kan orsaka både centrala och perifera neurologiska symtom.
De viktigaste symtomen utvecklas inom 1–3 timmar efter intag av toxiner, som kräkningar, diarré, domningar i extremiteter, mun och läppar, vändning av värme- och kallkänsla, muskel- och ledvärk. Symtomen kan vara från dagar till veckor eller till och med månader beroende på varje enskild situation. Det finns inget känt motgift, även om flera terapeutiska mål har identifierats. LD50 för ciguatoxin i möss är omkring 200 till 300 ng/kg.

## Bioackumulering
Ciguatoxin produceras av Gambierdiscus toxicus, en typ av dinoflagellat. Fenomenet förekommer i Karibiska havet, Hawaii och kustnära Centralamerika. Toxinet ansamlas vanligtvis i huden, huvudet, inälvorna och romen på stora revfiskar som läppfisk, tryckarfiskar, drakfisk och taggmakrill. Det påverkar också barracuda, snapper, hogfish, kungsmakrill och havsabborre.